# Sandokan, la tigre di Mompracem
Sandokan, la tigre di Mompracem è un film del 1963, diretto da Umberto Lenzi. Tratto dal romanzo Le tigri di Mompracem di Emilio Salgari, fu seguito l'anno successivo da I pirati della Malesia.

## Trama
A sud dell'India, presso l'isola di Mompracem, regna il terribile pirata Sandokan, la "Tigre della Malesia". Di aspetto nobile e fiero, Sandokan è a capo di una banda di tagliagole e conduce questa vita solo per vendetta. Originariamente egli era un nobile malese, poi depredato dei suoi beni dall'arrivo degli inglesi nel suo Paese. Fortunatamente negli anni a seguire egli si riprese divenendo un sanguinario e la sua unica vera amicizia fedele è il prode Yanez de Gomera originario del Portogallo. Per tali motivi, dunque, Sandokan nutre un terribile odio nei confronti dei bianchi e specialmente per gli inglesi, suoi oppressori. Grazie ai suoi "prahos", Sandokan e Yanez navigano in totale libertà nel mare che circonda Mompracem e le altre isole compiendo scorrerie.
Un giorno, però, Sandokan si imbatte in una battaglia navale da cui esce sconfitto e ferito. Yanez, che capeggiava un'altra flotta di navi, si ritira prudentemente a Mompracem. Sandokan intanto si avventura febbricitante nella nuova isola e viene raccolto dagli inglesi e dal loro comandante e governatore Lord Guillonk. Inizialmente, pur essendo una leggenda, non viene riconosciuto e può quindi riprendersi con tranquillità. Durante la sua convalescenza conosce, innamorandosene,  la bella Mary Ann (Marianna, nel romanzo originale) ma non manifesta inizialmente i suoi sentimenti per timore di svelare la propria identità. Inoltre egli stesso non è al corrente della situazione, non avendo mai provato amore in vita sua.
Tuttavia egli si ricorderà di Mary Ann e, dopo aver cercato di corteggiarla, è costretto a fuggire a causa del Tenente Ross, che lo riconosce durante una battuta di caccia. Sandokan, nel frattempo guarito, fugge dalla villa inglese e viene raggiunto dai suoi compatrioti e dal fido Yanez, con cui progetta un attacco. Dopo aver perlustrato, lui e Yanez, l'isola lasciando temporaneamente Mompracem indifesa, mettono a punto un piano per liberare Mary Ann, promessa sposa al Tenente Ross per volere dello zio, Lord Guillonk.
L'attacco ha luogo, ma con esito incerto poiché  Sandokan, sebbene sia riuscito a fuggire con Mary Ann, viene inseguito dalle forze armate di Lord Guillonk che lo vuole morto. Sandokan, Mary Ann e Yanez si rifugiano sani e salvi sull'isola di Mompracem, in cui la ragazza viene accolta come una regina. Tuttavia il giorno dopo ha luogo una battaglia tra i pirati malesi e le truppe inglesi di Guillonk; Mompracem è perduta e i due innamorati Sandokan e Mary Ann vengono fatti prigionieri.
La tigre della Malesia però non si dà per vinta e, aiutato  da un amico, riesce a farsi credere morto. Credendolo davvero morto, gli inglesi gli danno sepoltura buttandolo in mare ma Sandokan si risveglia e nuota fino a Mompracem dove viene ripescato da Yanez. Utilizzando le forze navali rimastegli, ordina un ultimo attacco all'isola dove viene tenuta prigioniera Mary Ann riuscendo a liberarla per sempre dalle grinfie di Lord Guillonk.